# Sân bay Arvidsjaur
Sân bay Arvidsjaur (IATA: AJR, ICAO: ESNX) là một sân bay nằm cách thị xã Arvidsjaur 13 km, Thụy Điển. Năm 2005, sân bay này đã phục vụ 45.000 lượt khách.

## Các hãng hàng không và các tuyến điểm
- Skyways Express (Lycksele Airport, Stockholm-Arlanda)

Vào mùa Đông, có các chuyến bay đặc biệt kết nối với Frankfurt, Stuttgart, Hannover và München của Đức, khoảng 2-3 chuyến mồi tuần. Gần sân bay này là các nhà sản xuất xe hơi lớn của Đức.